# Österby herrgård, Tumbo socken
För andra betydelser, se Österby herrgård.

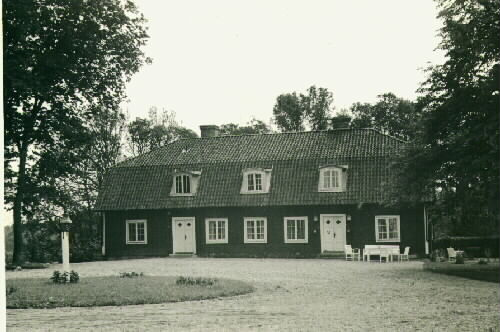
Österby herrgård i Tumbo socken

Österby herrgård är en jordbruksegendom i Tumbo socken, Södermanland vid Väsbyviken i Mälaren omkring fem kilometer nordväst om Torshälla.

## Fornminnen
I herrgårdens omedelbara närhet finns inom tre hundra meters avstånd från mangårdsbyggnaden fyra 
lämningar varav en stensatt fångstgrop räknas som ett fornminne. De tre övriga räknas som kulturhistoriska lämningar och består av en väg, en husgrund och en stenpir som är lokaliserade mellan mangårdsbyggnaden och strandkanten i Väsbyviken. På lite längre avstånd finns cirka 500 meter från mangårdsbyggnaden finns två fornminnen dels en stensättning och ytterligare 200 meter bort finns ett gravfält.

## Ägarlängd
Den första noterade ägare till egendomen är väpnaren Esbjörn Blåpanna som lär ha ägt gården omkring 1435. Sedan saknas uppgifter om tiden fram till 1520 då gården ägdes av Märta Andersdotter och hennes man riksrådet Per Hansson som antas ha avlidit 1545. Från det året och fram till 1577 ägdes gården av Hanssons son Erik Persson. Därefter tog brorsonen ståthållaren Per Hansson över och gården blev kvar i hans och hans två fruars ägo fram till 1607 då hans dotter Anna Persdotter och hennes man kammarjunkare Erik Pedersson Ribbing blev gårdens nya ägare. Egendomen kom nu att bli sätesgård inom Österbygrenen av ätten Ribbing. Sonen landshövding Gustaf Ribbing och hans fru Christina Pauli tog över herrgården genom arv 1648. Därefter gick gården till sonsonen löjtnant Reinhold Ribbing och hans fru Elisabeth Charlotta Berch 1693. Hans kusin överstelöjtnanten Gustaf Ribbing med hustrun Johanna Margareta Berch tog över egendomen genom arv 1709. Sonen löjtnanten Bengt Reinhold Ribbing med hustrun Elisabeth Charlotta Berch tog över 1737 och ägde gården fram till att biskopen i Strängnäs, Jacob Serenius, köpte egendomen. Hans svärson Ternell tog sedan över gården och 1776 sålde han den vidare till överkammarherre Albrekt von Lantinghausen och hans hustru Johanna von Stockenström. När han avled 1820 ärvde sonen kapten Erik Albrekt von Lantingshausen gården. När han avled 1856 dog ätten ut på svärdssidan och systern änkefru Johanna Carolina von Lantingshausen tog över egendomen. När hon avled 1859 dog ätten även ut på kvinnolinjen. Egendomen ärvdes då av hennes son löjtnant Nils Albrekt von Lantingshausen von Höpken och hans hustru Clothilda von Bosanyi som tog över 1859, men de arrenderade ut gården till kaptenen Axel Vilhelm von Knorring och hans fru Catharina Charlotta Henrika Reenstierna 1862-1884 och sonen Axel Ivan von Knorring övertar sedan arrendekontraket och drev gården fram till 1889 då arrendet övertogs av inspektoren Lars Fredrik Malm och hans maka Gerda Lithell. Gården köptes 1904 av Johan Viktor Johansson som drev jordbruket fram till 1914 då överstelöjtnanten Johan Peter Carl Pontusson von Plomgren med hustrun Ebba Antoinette Christina Anna Lagerbielke köpte egendomen för att lämna den vidare 1944 till sonen ingenjör Johan Gustaf Erland von Plomgren med hustrun Margareta Leijonmarck.